# Diastatops obscura
Diastatops obscura is een libellensoort uit de familie van de korenbouten (Libellulidae), onderorde echte libellen (Anisoptera).
De wetenschappelijke naam Diastatops obscura is voor het eerst geldig gepubliceerd in 1775 door Fabricius.